# 光序乌头
光序乌头（学名：Aconitum leiostachyum）为毛茛科乌头属下的一个种。

## 扩展阅读
維基物種上的相關：光序乌头